# Minissérie
Minissérie, ou série limitada, é um tipo de programa televisivo ou de streaming semelhante a uma série, mas com poucos episódios e histórias fechadas, geralmente em apenas uma temporada.

## Brasil
A Rede Globo foi a pioneira nesse gênero no Brasil, lançando Lampião e Maria Bonita, escrita por Aguinaldo Silva e Doc Comparato e dirigida por Paulo Afonso Grisolli, que foi exibida em 1982 e teve oito capítulos. A partir de então, as minisséries nunca mais saíram de cena. Antes disso, porém, já se exibiam minisséries, só que eram geralmente produções norte-americanas dubladas, como Raízes. A Rede Manchete, em 1984, também lançou uma produção nesse formato, Marquesa de Santos, que foi também sua primeira experiência em teledramaturgia.
O que diferencia as telenovelas e as minisséries é, principalmente, o cuidado com a produção, além do fato de ser uma história "fechada", ou seja, autor, diretor e elenco já sabem toda a trama de antemão, o que facilita na composição dos personagens, já que o ator pode fazer seu trabalho direcionando por um caminho que já conhece.
A duração média das minisséries durante um bom tempo foi de vinte capítulos, mas nos últimos anos elas têm sido verdadeiras mininovelas, chegando a quase sessenta capítulos. No Brasil, são exibidas desde o fim dos anos 80 de terça a sexta-feira. Entre 1982 e 1986, as minisséries iam ao ar de segunda a sexta.
Por serem levadas ao ar num horário mais tardio que as telenovelas (geralmente após as 22h), as minisséries ousam mais em termos de temática, cenas, diálogos e situações, função essa desempenhada antes pelas novelas das dez, levadas ao ar de 1969 a 1979. Além disso, têm um potencial de reapresentação muito maior que o das novelas, devido à sua curta duração.
Devido a sua curta duração, as minisséries da Rede Globo também são lançadas em DVD pela Globo Vídeo e algumas, não todas, lançadas também sob a forma de livro, sobretudo as de grande sucesso como é o caso de Anos Rebeldes e A Casa das Sete Mulheres, feita com base no livro homônimo mas que tornou-se nacionalmente conhecido graças a minissérie. Em 2013, estreou a minissérie O Canto da Sereia, contendo quatro capítulos e que foi baseada na obra de Nelson Motta.

## Estados Unidos da América
O formato data de pelo menos 1966, com uma emissão da ABC de uma adaptação de The Rise and Fall of the Third Reich, produzida por David L. Wolper. O termo tornou-se comum em meados dos anos 1970, especialmente com o sucesso de Rich Man, Poor Man, baseado no romance de Irwin Shaw, in 1976.
Raízes (1977) de Alex Haley é considerado o primeiro sucesso blockbuster do formato. O seu sucesso nos Estados Unidos deveu-se, em parte, ao seu horário: as doze horas foram divididas em oito episódios emitidos em noites consecutivas, resultando no episódio final ter tido 71% do share de audiência e 130 milhões de telespectadores. A TV Guide (11 de abril - 17 de abril de 1987) chamou Jesus de Nazaré "a melhor minissérie de sempre" e "televisão sem paralelo."

## Reino Unido
Na televisão britânica, o termo minissérie (miniseries) quase nunca é utilizado, exceto em referência a importações estadunidenses. O termo serial (folhetim) é o usado para dramas televisivos britânicos de curta duração, que têm sido um dos elementos principais da programação televisiva britânica desde o início dos anos 1950 quando séries como The Quatermass Experiment (1953) estabeleceram a popularidade do formato. A série The Prisoner de Patrick McGoohan, originalmente com sete episódios, foi expandida para 17, devido a preocupações do estúdio de que uma série tão pequena seria difícil de vender. 'Minissérie' é no entanto usado como um tipo de exônimo para séries britânicas nos Estados Unidos, onde a típica duração de seus episódios é considerada curta.
Muito raramente, um episódio em várias partes dentro de uma série longa pode também ser chamado de  "minissérie", e em alguns casos, uma minissérie torna-se o episódio piloto de uma produção mais longa.

## Austrália
Minisséries australianas incluem Against The Wind (1978), The Dismissal (1983), Scales Of Justice (1983), Bodyline (1984), The Cowra Breakout (1985), Anzacs (1985), Bankok Hilton (1989) e Brides Of Christ (1991).

## Outras variações
Apesar da definição do formato de minissérie, emissoras de televisão do Brasil costumam lançar tramas nos mesmos moldes e divulgando-as com variações no nome do formato, também por conta de sua duração pra mais ou menos capítulos. Atrações como A Invenção do Brasil, A Pedra do Reino e Capitu — exibidas pela Rede Globo — foram divulgadas como "microsséries" por terem de 3 a 5 capítulos. Jezabel, da RecordTV, foi a primeira trama da emissora a ser exibida como "macrossérie" por sua duração estendida em relação as minisséries. No entanto, se assemelha e é também divulgada como uma telenovela, além de ter estreado numa faixa da emissora tradicionalmente reservada para este tipo de produção.